# Wilczków (Środa Śląska)
Pour les articles homonymes, voir Wilczków.
Wilczków est une localité polonaise de la gmina de Malczyce, située dans le powiat de Środa Śląska en voïvodie de Basse-Silésie.

## Histoire
De 1816 à 1945, Wültschkau fait partie de l'arrondissement de Neumarkt dans le district de Breslau au sein de la province de Silésie.